# Shorttrack-Weltcup 2006/07
Der Shorttrack-Weltcup 2006/07 ging vom 20. Oktober 2006 bis 9. Februar 2007 und wurde in sechs Städten in fünf Ländern ausgetragen. Die Saisonhöhepunkte waren die Shorttrack-Europameisterschaften 2007 in Großbritannien, die Shorttrack-Weltmeisterschaften 2007 in Italien und die Shorttrack-Teamweltmeisterschaften 2007 in Ungarn.
Insgesamt wurden 60 Wettbewerbe ausgetragen, darunter bei Damen und Herren jeweils 24 Einzelentscheidungen sowie sechs Staffelentscheidungen. Bei jedem Weltcup wurde außerdem eine Teamwertung ausgegeben, es gab aber noch keine Team-Gesamtweltcupwertung.

## Austragungsorte
Die Austragungsorte verteilten sich auf drei Kontinente, auf denen jeweils zwei Weltcups stattfanden: Changchun und Jeonju in Asien; Heerenveen und Budapest in Europa; Montreal und Saguenay in Nordamerika.
| Changchun |

| Jeonju |

| Saguenay |

| Montreal |

| Heerenveen |

| Budapest |

## Frauen

### Weltcup-Übersicht
| Datum                                                                             | Ort        | Disziplin      | Siegerin                                                         | Zweite                                                                       | Dritte                                                                      |
| --------------------------------------------------------------------------------- | ---------- | -------------- | ---------------------------------------------------------------- | ---------------------------------------------------------------------------- | --------------------------------------------------------------------------- |
| 20. bis 22. Oktober 2006                                                          | Changchun  | 500 m          | Wang Meng                                                        | Fu Tianyu                                                                    | Zhu Mi Lei                                                                  |
| 20. bis 22. Oktober 2006                                                          | Changchun  | 1000 m         | Wang Meng                                                        | Jin Sun-yu                                                                   | Byun Chun-sa                                                                |
| 20. bis 22. Oktober 2006                                                          | Changchun  | 1500 m         | Jin Sun-yu                                                       | Jung Eun-ju                                                                  | Byun Chun-sa                                                                |
| 20. bis 22. Oktober 2006                                                          | Changchun  | 1500 m         | Kim Min-jung                                                     | Fu Tianyu                                                                    | Katerina Novotna                                                            |
| 20. bis 22. Oktober 2006                                                          | Changchun  | 3000 m Staffel | SüdkoreaJung Eun-ju Jin Sun-yu Byun Chun-sa Jeon Ji-soo          | Volksrepublik ChinaWang Meng Fu Tianyu Zhu Mi Lei Liu Xiao Ying              | KanadaRaphaele Lemieux Anouk Leblanc-Boucher Kalyna Roberge Amanda Overland |
| 20. bis 22. Oktober 2006                                                          | Changchun  | Team           | Volksrepublik China                                              | Kanada                                                                       | Italien                                                                     |
| 27. bis 29. Oktober 2006                                                          | Jeonju     | 500 m          | Wang Meng                                                        | Fu Tianyu                                                                    | Ewgenija Radanowa                                                           |
| 27. bis 29. Oktober 2006                                                          | Jeonju     | 1000 m         | Wang Meng                                                        | Zhu Mi Lei                                                                   | Jeon Ji-soo                                                                 |
| 27. bis 29. Oktober 2006                                                          | Jeonju     | 1000 m         | Jung Eun-ju                                                      | Jin Sun-yu                                                                   | Zhu Mi Lei                                                                  |
| 27. bis 29. Oktober 2006                                                          | Jeonju     | 1500 m         | Kim Min-jung                                                     | Liu Xiao Ying                                                                | Cheng Xiaolei                                                               |
| 27. bis 29. Oktober 2006                                                          | Jeonju     | 3000 m Staffel | Volksrepublik ChinaWang Meng Fu Tianyu Zhu Mi Lei Liu Xiao Ying  | SüdkoreaJung Eun-ju Jin Sun-yu Byun Chun-sa Jeon Ji-soo                      | JapanYuka Kamino Miyuki Ozawa Mika Ozawa Biba Sakurai                       |
| 27. bis 29. Oktober 2006                                                          | Jeonju     | Team           | Volksrepublik China                                              | Südkorea                                                                     | Italien                                                                     |
| 1. bis 3. Dezember 2006                                                           | Saguenay   | 500 m          | Wang Meng                                                        | Kalyna Roberge                                                               | Jessica Gregg                                                               |
| 1. bis 3. Dezember 2006                                                           | Saguenay   | 500 m          | Wang Meng                                                        | Ewgenija Radanowa                                                            | Jeon Ji-soo                                                                 |
| 1. bis 3. Dezember 2006                                                           | Saguenay   | 1000 m         | Kalyna Roberge                                                   | Byun Chun-sa                                                                 | Jin Sun-yu                                                                  |
| 1. bis 3. Dezember 2006                                                           | Saguenay   | 1500 m         | Jin Sun-yu                                                       | Jung Eun-ju                                                                  | Byun Chun-sa                                                                |
| 1. bis 3. Dezember 2006                                                           | Saguenay   | 3000 m Staffel | Volksrepublik ChinaWang Meng Fu Tianyu Zhu Mi Lei Cheng Xiaolei  | SüdkoreaJung Eun-ju Kim Min-jung Byun Chun-sa Jeon Ji-soo                    | KanadaAnne Maltais Annik Plamondon Kalyna Roberge Amanda Overland           |
| 1. bis 3. Dezember 2006                                                           | Saguenay   | Team           | Südkorea                                                         | Volksrepublik China                                                          | Kanada                                                                      |
| 8. bis 10. Dezember 2006                                                          | Montreal   | 500 m          | Kalyna Roberge                                                   | Kim Min-jung                                                                 | Cheng Xiaolei                                                               |
| 8. bis 10. Dezember 2006                                                          | Montreal   | 1000 m         | Byun Chun-sa                                                     | Wang Meng                                                                    | Jin Sun-yu                                                                  |
| 8. bis 10. Dezember 2006                                                          | Montreal   | 1500 m         | Jin Sun-yu                                                       | Kim Min-jung                                                                 | Fu Tianyu                                                                   |
| 8. bis 10. Dezember 2006                                                          | Montreal   | 1500 m         | Jin Sun-yu                                                       | Jung Eun-ju                                                                  | Byun Chun-sa                                                                |
| 8. bis 10. Dezember 2006                                                          | Montreal   | 3000 m Staffel | KanadaAnne Maltais Ivanie Blondin Kalyna Roberge Amanda Overland | Volksrepublik ChinaLiu Xiao Ying Fu Tianyu Zhu Mi Lei Cheng Xiaolei          | SüdkoreaJung Eun-ju Jin Sun-yu Byun Chun-sa Jeon Ji-soo                     |
| 8. bis 10. Dezember 2006                                                          | Montreal   | Team           | Südkorea                                                         | Volksrepublik China                                                          | Kanada                                                                      |
| 19. Januar bis 21. Januar 2007 Shorttrack-Europameisterschaften 2007 in Sheffield |            |                |                                                                  |                                                                              |                                                                             |
| 2. bis 4. Februar 2007                                                            | Heerenveen | 500 m          | Stéphanie Bouvier                                                | Sarah Lindsay                                                                | Arianna Fontana                                                             |
| 2. bis 4. Februar 2007                                                            | Heerenveen | 1000 m         | Ewgenija Radanowa                                                | Marta Capurso                                                                | Christin Priebst                                                            |
| 2. bis 4. Februar 2007                                                            | Heerenveen | 1000 m         | Marta Capurso                                                    | Katia Zini                                                                   | Christin Priebst                                                            |
| 2. bis 4. Februar 2007                                                            | Heerenveen | 1500 m         | Stéphanie Bouvier                                                | Veronika Windisch                                                            | Marina Georgiewa-Nikolowa                                                   |
| 2. bis 4. Februar 2007                                                            | Heerenveen | 3000 m Staffel | ItalienKatia Zini Arianna Fontana Cecilia Maffei Marta Capurso   | RusslandJekaterina Belowa Olga Maskaikina Walerija Potjomkina Olga Beljakowa | Vereinigte StaatenSophia Milan Tina Koenig Kimberly Derrick Cherise Wilkins |
| 2. bis 4. Februar 2007                                                            | Heerenveen | Team           | Italien                                                          | Deutschland                                                                  | Niederlande                                                                 |
| 9. bis 11. Februar 2007                                                           | Budapest   | 500 m          | Wang Meng                                                        | Zhu Mi Lei                                                                   | Jeon Ji-soo                                                                 |
| 9. bis 11. Februar 2007                                                           | Budapest   | 500 m          | Wang Meng                                                        | Fu Tianyu                                                                    | Jeon Ji-soo                                                                 |
| 9. bis 11. Februar 2007                                                           | Budapest   | 1000 m         | Jung Eun-ju                                                      | Byun Chun-sa                                                                 | Zhou Yang                                                                   |
| 9. bis 11. Februar 2007                                                           | Budapest   | 1500 m         | Jung Eun-ju                                                      | Byun Chun-sa                                                                 | Kim Min-jung                                                                |
| 9. bis 11. Februar 2007                                                           | Budapest   | 3000 m Staffel | Volksrepublik ChinaWang Meng Fu Tianyu Zhu Mi Lei Cheng Xiaolei  | SüdkoreaJung Eun-ju Kim Min-jung Byun Chun-sa Jeon Ji-soo                    | ItalienKatia Zini Arianna Fontana Cecilia Maffei Marta Capurso              |
| 9. bis 11. Februar 2007                                                           | Budapest   | Team           | Volksrepublik China                                              | Südkorea                                                                     | Kanada                                                                      |
| 9. März bis 11. März 2007 Shorttrack-Weltmeisterschaften 2007 in Mailand          |            |                |                                                                  |                                                                              |                                                                             |
| 17. und 18. März 2007 Shorttrack-Teamweltmeisterschaften 2007 in Budapest         |            |                |                                                                  |                                                                              |                                                                             |

### Weltcupstände
| Rang | Name              | Punkte |
| ---- | ----------------- | ------ |
| 1    | Wang Meng         | 600    |
| 2    | Arianna Fontana   | 579    |
| 3    | Kim Min-jung      | 573    |
| 4    | Jeon Ji-soo       | 573    |
| 5    | Sarah Lindsay     | 565    |
| 6    | Susanne Rudolph   | 547    |
| 7    | Cherise Wilkins   | 522    |
| 8    | Jekaterina Belowa | 519    |

| Rang | Name              | Punkte |
| ---- | ----------------- | ------ |
| 1    | Byun Chun-sa      | 589    |
| 2    | Zhu Mi Lei        | 578    |
| 3    | Marta Capurso     | 572    |
| 4    | Kimberly Derrick  | 531    |
| 5    | Veronika Windisch | 520    |
| 6    | Jin Sun-yu        | 499    |
| 7    | Emily Rosemond    | 490    |
| 8    | Amanda Overland   | 489    |

| Rang | Name              | Punkte |
| ---- | ----------------- | ------ |
| 1    | Jung Eun-ju       | 592    |
| 2    | Liu Xiao Ying     | 576    |
| 3    | Katia Zini        | 557    |
| 4    | Katerina Novotna  | 554    |
| 5    | Yuka Kamino       | 547    |
| 6    | Veronika Windisch | 529    |
| 7    | Cecilia Maffei    | 510    |
| 8    | Karolina Regucka  | 490    |

| Rang | Team                | Punkte |
| ---- | ------------------- | ------ |
| 1    | Italien             | 585    |
| 2    | Deutschland         | 572    |
| 3    | Vereinigte Staaten  | 568    |
| 4    | Volksrepublik China | 498    |
| 5    | Südkorea            | 495    |
| 6    | Russland            | 474    |
| 7    | Kanada              | 393    |
| 8    | Japan               | 386    |

## Männer

### Weltcup-Übersicht
| Datum                                                                             | Ort        | Disziplin      | Sieger                                                                     | Zweiter                                                                    | Dritter                                                                             |
| --------------------------------------------------------------------------------- | ---------- | -------------- | -------------------------------------------------------------------------- | -------------------------------------------------------------------------- | ----------------------------------------------------------------------------------- |
| 20. bis 22. Oktober 2006                                                          | Changchun  | 500 m          | François-Louis Tremblay                                                    | Olivier Jean                                                               | Kim Byeong-jun                                                                      |
| 20. bis 22. Oktober 2006                                                          | Changchun  | 1000 m         | Ahn Hyun-soo                                                               | François-Louis Tremblay                                                    | Mathieu Giroux                                                                      |
| 20. bis 22. Oktober 2006                                                          | Changchun  | 1500 m         | Ahn Hyun-soo                                                               | Lee Ho-suk                                                                 | Li Ye                                                                               |
| 20. bis 22. Oktober 2006                                                          | Changchun  | 1500 m         | Kim Hyon-kon                                                               | Song Kyung-taek                                                            | Charles Hamelin                                                                     |
| 20. bis 22. Oktober 2006                                                          | Changchun  | 5000 m Staffel | SüdkoreaSong Kyung-taek Kim Hyun-kon Kim Byeong-jun Ahn Hyun-soo           | KanadaCharles Hamelin François-Louis Tremblay Olivier Jean Steve Robillard | Volksrepublik ChinaLi Ye Sui Baoku Li Haonan Liu Xiao Liang                         |
| 20. bis 22. Oktober 2006                                                          | Changchun  | Team           | Südkorea                                                                   | Kanada                                                                     | Volksrepublik China                                                                 |
| 27. bis 29. Oktober 2006                                                          | Jeonju     | 500 m          | François-Louis Tremblay                                                    | Takahiro Fujimoto                                                          | Song Kyung-taek                                                                     |
| 27. bis 29. Oktober 2006                                                          | Jeonju     | 1000 m         | Lee Ho-suk                                                                 | Charles Hamelin                                                            | Olivier Jean                                                                        |
| 27. bis 29. Oktober 2006                                                          | Jeonju     | 1000 m         | Kim Hyon-kon                                                               | Marc-André Monette                                                         | Ahn Hyun-soo                                                                        |
| 27. bis 29. Oktober 2006                                                          | Jeonju     | 1500 m         | Ahn Hyun-soo                                                               | Kim Hyon-kon                                                               | Song Kyung-taek                                                                     |
| 27. bis 29. Oktober 2006                                                          | Jeonju     | 5000 m Staffel | KanadaCharles Hamelin François-Louis Tremblay Olivier Jean Steve Robillard | Volksrepublik ChinaLi Ye Sui Baoku Li Haonan Liu Xiao Liang                | SüdkoreaSong Kyung-taek Kim Hyun-kon Kim Byeong-jun Ahn Hyun-soo                    |
| 27. bis 29. Oktober 2006                                                          | Jeonju     | Team           | Südkorea                                                                   | Kanada                                                                     | Volksrepublik China                                                                 |
| 1. bis 3. Dezember 2006                                                           | Saguenay   | 500 m          | François-Louis Tremblay                                                    | Olivier Jean                                                               | Lee Ho-suk                                                                          |
| 1. bis 3. Dezember 2006                                                           | Saguenay   | 500 m          | Charles Hamelin                                                            | Hu Ze                                                                      | Jeff Scholten                                                                       |
| 1. bis 3. Dezember 2006                                                           | Saguenay   | 1000 m         | Ahn Hyun-soo                                                               | Lee Ho-suk                                                                 | Kim Byeong-jun                                                                      |
| 1. bis 3. Dezember 2006                                                           | Saguenay   | 1500 m         | Kim Hyon-kon                                                               | Charles Hamelin                                                            | Li Ye                                                                               |
| 1. bis 3. Dezember 2006                                                           | Saguenay   | 5000 m Staffel | SüdkoreaSong Kyung-taek Kim Hyun-kon Kim Byeong-jun Ahn Hyun-soo           | Volksrepublik ChinaLi Ye Sui Baoku Li Haonan Wang Hong Yang                | Vereinigte StaatenRyan Bedford Travis Jayner Jordan Malone Alex Izykowski           |
| 1. bis 3. Dezember 2006                                                           | Saguenay   | Team           | Südkorea                                                                   | Volksrepublik China                                                        | Vereinigte Staaten                                                                  |
| 8. bis 10. Dezember 2006                                                          | Montreal   | 500 m          | Olivier Jean                                                               | François-Louis Tremblay                                                    | Tyson Heung                                                                         |
| 8. bis 10. Dezember 2006                                                          | Montreal   | 1000 m         | Charles Hamelin                                                            | Jordan Malone                                                              | Denis Bellotti                                                                      |
| 8. bis 10. Dezember 2006                                                          | Montreal   | 1500 m         | Ahn Hyun-soo                                                               | Kim Hyon-kon                                                               | Hu Ze                                                                               |
| 8. bis 10. Dezember 2006                                                          | Montreal   | 1500 m         | Song Kyung-taek                                                            | Ahn Hyun-soo                                                               | Kim Hyon-kon                                                                        |
| 8. bis 10. Dezember 2006                                                          | Montreal   | 5000 m Staffel | SüdkoreaSong Kyung-taek Kim Hyun-kon Kim Byeong-jun Ahn Hyun-soo           | KanadaCharles Hamelin François-Louis Tremblay Olivier Jean Steve Robillard | DeutschlandRobert Becker Paul Herrmann Tyson Heung Sebastian Praus                  |
| 8. bis 10. Dezember 2006                                                          | Montreal   | Team           | Kanada                                                                     | Italien                                                                    | Volksrepublik China                                                                 |
| 19. Januar bis 21. Januar 2007 Shorttrack-Europameisterschaften 2007 in Sheffield |            |                |                                                                            |                                                                            |                                                                                     |
| 2. bis 4. Februar 2007                                                            | Heerenveen | 500 m          | Jon Eley                                                                   | Tyson Heung                                                                | Roberto Serra                                                                       |
| 2. bis 4. Februar 2007                                                            | Heerenveen | 1000 m         | Nicola Rodigari                                                            | Wim De Deyne                                                               | J. P. Kepka                                                                         |
| 2. bis 4. Februar 2007                                                            | Heerenveen | 1000 m         | Jordan Malone                                                              | Yuri Confortola                                                            | Haralds Silovs                                                                      |
| 2. bis 4. Februar 2007                                                            | Heerenveen | 1500 m         | Jordan Malone                                                              | Pieter Gysel                                                               | Ryan Bedford                                                                        |
| 2. bis 4. Februar 2007                                                            | Heerenveen | 5000 m Staffel | ItalienDenis Bellotti Roberto Serra Nicola Rodigari Yuri Confortola        | DeutschlandRobert Becker Paul Herrmann Tyson Heung Torsten Kröger          | FrankreichBenoit Anterieux Maxime Châtaignier Jean-Charles Mattei Thibaut Fauconnet |
| 2. bis 4. Februar 2007                                                            | Heerenveen | Team           | Italien                                                                    | Vereinigtes Königreich                                                     | Niederlande                                                                         |
| 9. bis 11. Februar 2007                                                           | Budapest   | 500 m          | Charles Hamelin                                                            | François-Louis Tremblay                                                    | Lee Seung-hhon                                                                      |
| 9. bis 11. Februar 2007                                                           | Budapest   | 500 m          | Olivier Jean                                                               | Roberto Serra                                                              | Tyson Heung                                                                         |
| 9. bis 11. Februar 2007                                                           | Budapest   | 1000 m         | Lee Ho-suk                                                                 | Charles Hamelin                                                            | Jordan Malone                                                                       |
| 9. bis 11. Februar 2007                                                           | Budapest   | 1500 m         | Lee Ho-suk                                                                 | Song Kyung-taek                                                            | Olivier Jean                                                                        |
| 9. bis 11. Februar 2007                                                           | Budapest   | 5000 m Staffel | Volksrepublik ChinaLi Ye Sui Baoku Hu Ze Liu Xiao Liang                    | SüdkoreaSong Kyung-taek Kim Hyun-kon Lee Seung-hoon Lee Ho-suk             | Vereinigte StaatenRyan Bedford Travis Jayner Jordan Malone Alex Izykowski           |
| 9. bis 11. Februar 2007                                                           | Budapest   | Team           | Kanada                                                                     | Südkorea                                                                   | Italien                                                                             |
| 9. März bis 11. März 2007 Shorttrack-Weltmeisterschaften 2007 in Mailand          |            |                |                                                                            |                                                                            |                                                                                     |
| 17. und 18. März 2007 Shorttrack-Teamweltmeisterschaften 2007 in Budapest         |            |                |                                                                            |                                                                            |                                                                                     |

### Weltcupstände
| Rang | Name                    | Punkte |
| ---- | ----------------------- | ------ |
| 1    | Tyson Heung             | 567    |
| 2    | Jon Eley                | 566    |
| 3    | Roberto Serra           | 557    |
| 4    | Liu Xiao Liang          | 541    |
| 5    | Satoru Terao            | 536    |
| 6    | Benoit Anterieux        | 524    |
| 7    | Wim De Deyne            | 518    |
| 8    | François-Louis Tremblay | 498    |

| Rang | Name               | Punkte |
| ---- | ------------------ | ------ |
| 1    | Lee Ho-suk         | 589    |
| 2    | Denis Bellotti     | 570    |
| 3    | Nicola Rodigari    | 568    |
| 4    | Niels Kerstholt    | 499    |
| 5    | Wim De Deyne       | 494    |
| 6    | Travis Jayner      | 490    |
| 7    | Ben Southee        | 483    |
| 8    | Volodymyr Chernega | 458    |

| Rang | Name               | Punkte |
| ---- | ------------------ | ------ |
| 1    | Kim Hyon-kon       | 593    |
| 2    | Song Kyung-taek    | 588    |
| 3    | Pieter Gysel       | 553    |
| 4    | Sui Baoku          | 552    |
| 5    | Yuri Confortola    | 548    |
| 6    | Alexander Merriman | 540    |
| 7    | Fabio Carta        | 533    |
| 8    | Ryan Bedford       | 532    |

| Rang | Team                | Punkte |
| ---- | ------------------- | ------ |
| 1    | Italien             | 582    |
| 2    | Vereinigte Staaten  | 578    |
| 3    | Deutschland         | 574    |
| 4    | Ukraine             | 541    |
| 5    | Südkorea            | 497    |
| 6    | Volksrepublik China | 488    |
| 7    | Kanada              | 488    |
| 8    | Australien          | 463    |